# Baiadera (balet)

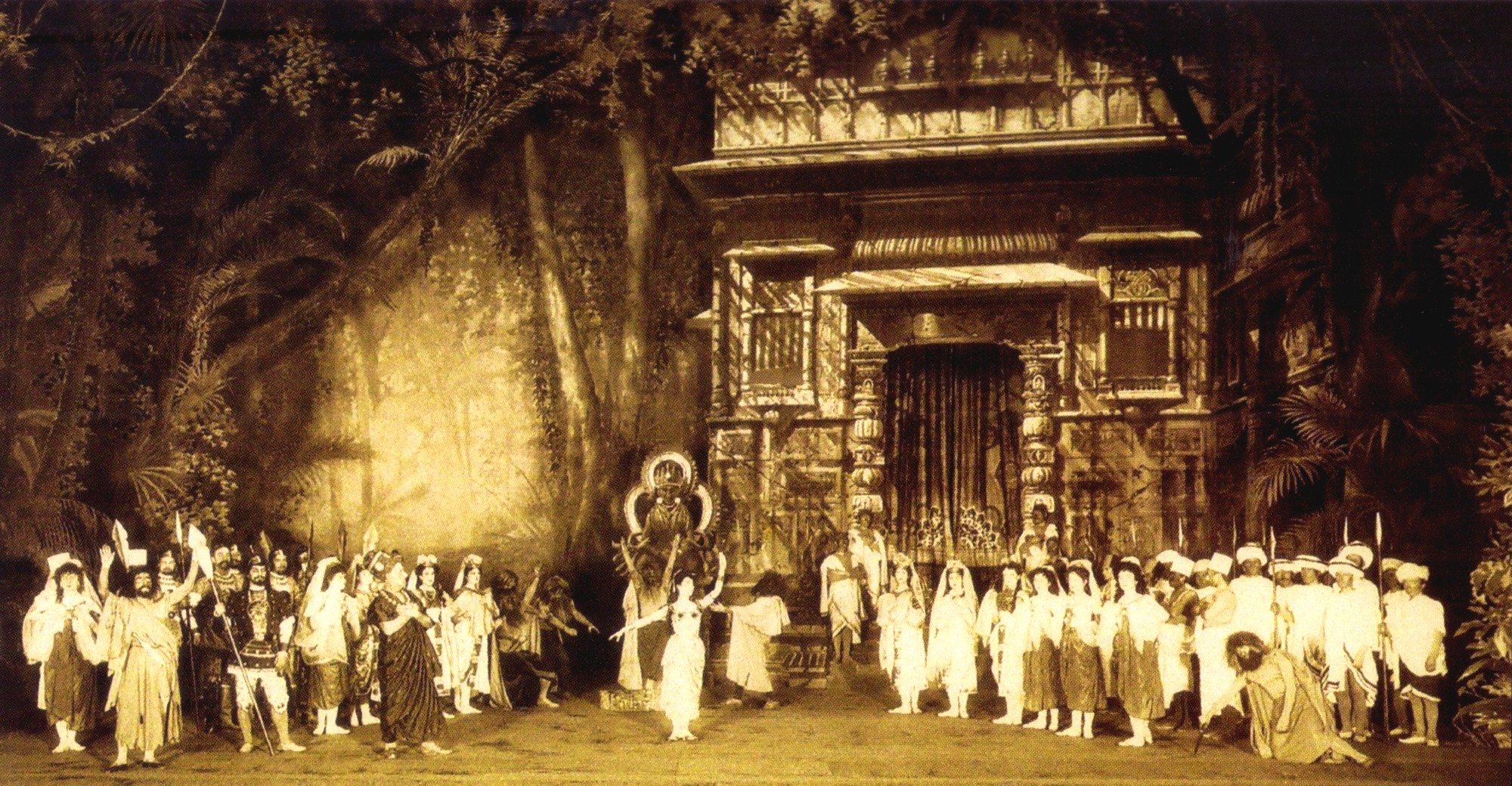
Nikiya (Matylda Krzesińska) și Corpul de Balet al Teatrului Mariinski în actul I (1901)

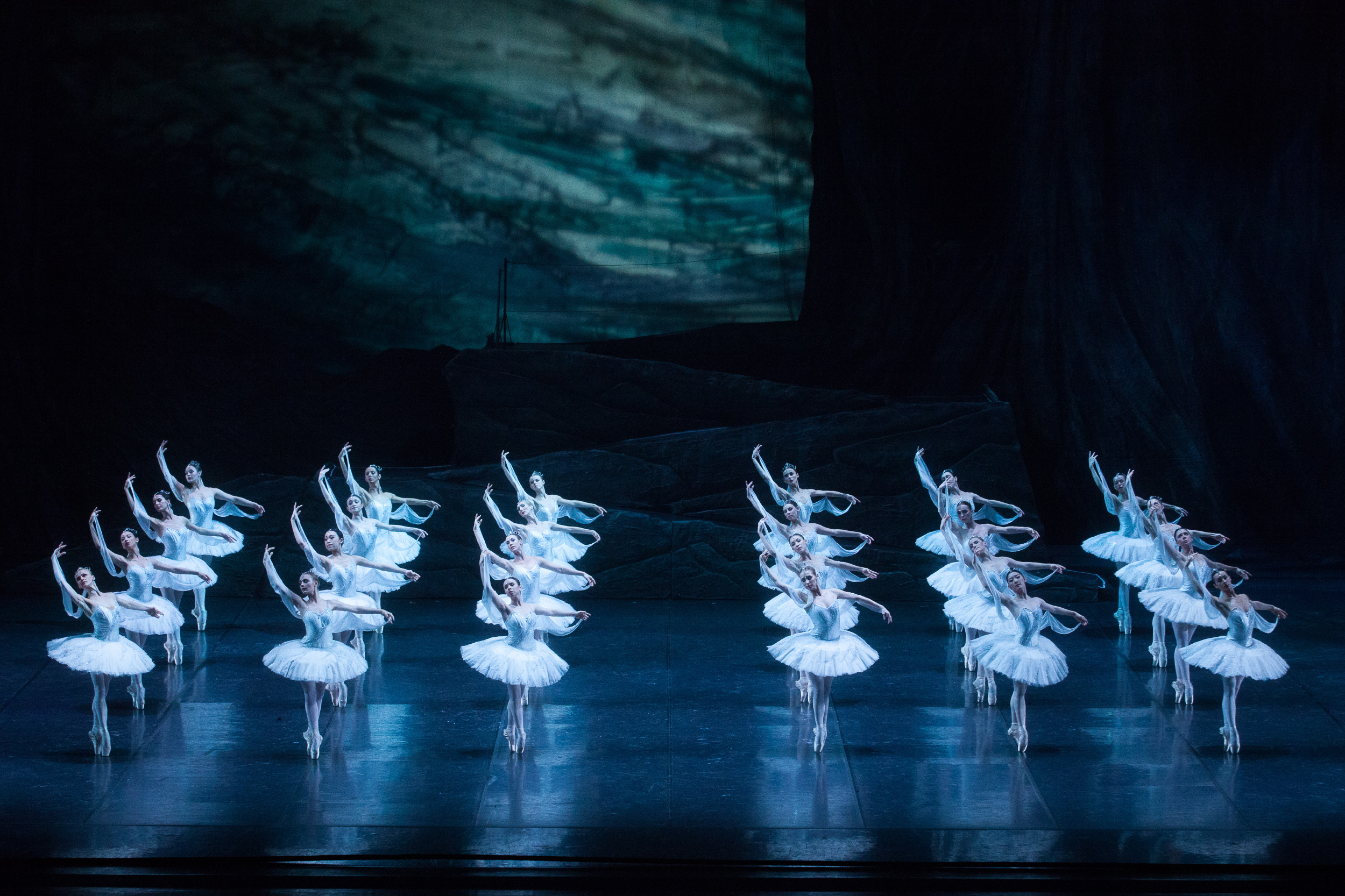
Scenă din baletul Baiadera la Baletul Național Polonez în producția Nataliei Makarova, Varșovia 2016. Fotografie de Ewa Krasucka

Baiadera (titlul original: în rusă Баядерка, transliterat: Baiaderka) este un balet în patru acte compus de Ludwig Minkus,
al cărui libret a fost scris de Serghei Hudekov. 
Prima reprezentație a avut loc la Sankt Petersburg, Rusia, la Teatrul Imperial Bolșoi Kamenny la 23 ianuarie 1877.

## Rezumat
Acțiunea are loc în India antică. Accentul este pus pe dragostea dintre „Baiadera” Nikia și războinicul Solor. Sinopsisul de mai jos se bazează pe libretul original publicat de Societatea Marius Petipa. Multe producții moderne se termină deja după faimosul Tărâm al Umbrelor (actul 3) iar actul 4 este executat în forma specificată numai în cazuri individuale.

## Actul I
Tabloul 1 – În fața unui templu indian în mijlocul pădurii; în fundal Himalaia.
Nobilul războinic kșatrya Solor vânează tigri împreună cu însoțitorii săi. După ce ceilalți vânători au dispărut, el rămâne singur în fața templului și îi cere fachirului Madhavan să aranjeze o întâlnire cu Nikia, dansatoarea din templu.
După ce Solor pleacă, Marele Brahman apare cu un anturaj de călugări, profeți, preoți și guru pentru a ține ceremonii solemne în onoarea focului sacru. După ce au apărut și devadasi (danatoarele din templu), apare în sfârșit Nikia în voal, cea mai sfântă dintre dansatoare și începe să danseze în jurul focului sacru.
Brahmanul îi mărturisește în secret dragostea lui Nikia, dar ea îl respinge. Când Nikia îi dă de băut fachirului Madhavan niște apă din fântâna sfântă, el îi transmite mesajul de la Solor.
După încheierea ritualurilor sacre, toată lumea se retrage la templu. La lumina lunii, Solor și Nikia se întâlnesc și în fața focului sacru își jură dragoste veșnică. Sunt urmăriți în secret de Marele Brahman, care plin de gelozie jură să se răzbune pe Solor.
Tabloul 2 – Sala din Palatul Rajaului.
Rajahul Dugmanta le spune fiicei sale Gamzatti și lui Solor că planificata lor căsătoria din copilărie va avea loc în curând. Solor încearcă să obiecteze, dar nu se poate impune împotriva ordinelor imperioase ale rajahului. Când acesta din urmă îl prezintă lui Gamzatti și îi ridică vălul, Solor este impresionată de frumusețea ei, dar în același timp se gândește la Nikia și la jurământul său.
Solor se retrage când apare marele Brahman. Acesta raportează rajahului că Solor o iubește pe sfânta baiaderă Nikia și o întâlnește în secret și nelegitim noaptea. Rajahul este revoltat și plănuiește să o scoată pe Nikia din cale. Brahmanul este îngrozit să audă asta și încearcă să-l convingă pe Dugmanta că dacă o ucid pe dansatoarea templului, aceasta îi va atrage mânia zeilor asupra sa, dar rajahul este hotărât.
Gamzatti i-a auzit în secret pe cei doi și trimite după Nikia. Când apare, Gamzatti o confruntă cu poza viitorului ei soț. Când Baiadera îl recunoaște pe Solor, ea îi mărturisește prințesei că îl iubește și că el i-a jurat dragostea veșnică. Urmează o ceartă aprinsă între femei, în timpul căreia Nikia o amenință pe prințesă cu un pumnal dar fuge în marea ei disperare.

## Actul II
Tabloul 3 – Grădina palatului cu Pagoda Megatshada și Himalaia în fundal.
În timpul fastuoasei ceremonii de logodnă al lui Gamzatti și Solor, Marele Brahman apare și cu Nikia într-o eșarfă de voal. Dansul Baiaderei este plin de mare tristețe și disperare la trădarea lui Solor. Gamzatti trimite printr-o servitoare un coș cu flori pe care îl înmânează Nikiei zicând că a fost trimis de Solor. Dar în coș există ascuns un șarpe! Nebănuitoarea Nikia, în mijlocul dansului ei de bucurie pentru darul primit, este mușcată de șarpe și se prăbușește. În încercarea de a o salva, brahmanul îi dă un antidot, dar dansatoarea îl refuză și moare în brațele lui Solor, amintindu-i încă o dată de jurământul său de dragoste.

## Actul III
Tabloul 4 – Camera lui Solor
Solor este copleșit de durere pentru moartea lui Nikia. Încercările fachirului și ale lui Gamzatti de a-l înveseli eșuează. Solor se droghează fumând opiu.
Tabloul 5 – În tărâmul umbrelor
Într-o viziune, el o întâlnește pe Nikia în tărâmul umbrelor și dansează împreună. Nikia îi amintește de jurământul său sacru de iubire și că va fi fericit cu ea în viața de apoi dacă îl respectă.
Tabloul 6 – Camera lui Solor (identic cu tabloul 4)
Când Solor se trezește, slujitorii Rajahului îi aduc deja cadouri de nuntă; acesta îi urmează ca în transă.

## Actul IV
Tabloul 7 – În templu
Pentru Solor și Gamzatti începe sărbătoarea nunții. În timpul dansului, Solor vede spiritul lui Nikia. Când patru fete îi oferă miresei cadou un coș cu flori, Gamzatti se dă înapoi străbătută de un fior, amintindu-și de uciderea Nikiei, care îi apare și ea prompt. Gamzatti fuge îngrozită în brațele tatălui ei, care dă ordinul să înceapă ceremonia. Pe măsură ce Marele Brahman ia mâinile mirilor pentru a efectua ceremonia de căsătorie, cerul se întunecă și începe să tune și să fulgere. Într-un cutremur teribil, dezlănțuind mânia zeilor, templul se prăbușește, îngropând pe toți sub dărâmăturile sale.
Apoteoză
Sufletele lui Nikia și Solor plutesc în final pe fundalul munților Himalaya spre Nirvana.

## Personaje
- Nikia, baiadera
- Solor, bogatul și faimosul războinic kșatrya
- Dugmanta, rajahul din Golkonda
- Gamzatti, fiica sa
- Marele Brahman
- Magedaveia, fachirul
- Toloragva, un războinic
- Aiia, o sclavă
- Brahmani, brahmatshors, sudrii (slujitori ai rajahului), războinici, baiadere, fachiri, rătăcitori, indieni, muzicieni și vânători.